# Ferran I de Nàpols
Ferran I de Nàpols (València, 1423 - Nàpols, 1494) fou rei de Nàpols (1458 - 1494).

## Orígens familiars
Fou fill natural d'Alfons V d'Aragó i de la seva amistançada Giraldona Carlino. Per línia paterna fou net del rei Ferran I d'Aragó i Elionor d'Alburquerque.
Segons una referència, la seva llengua habitual era el català.
Per a arreglar un bon futur al seu fill bastard, el rei Alfons el va casar el 1444 amb una hereva feudal, Isabel de Chiaramonte, neta de Maria d'Enghien, reina consort de Nàpols pel seu matrimoni amb Ladislau I d'Hongria. Isabel era l'hereva de grans possessions feudals a la Itàlia meridional, i hereva també del Comtat Brienne al reialme de Jerusalem.

## Ascens al tron napolità

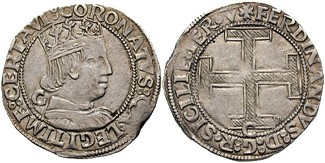
corona de Ferran I (1458).

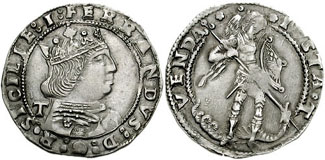
Corona de Ferran I (1488).

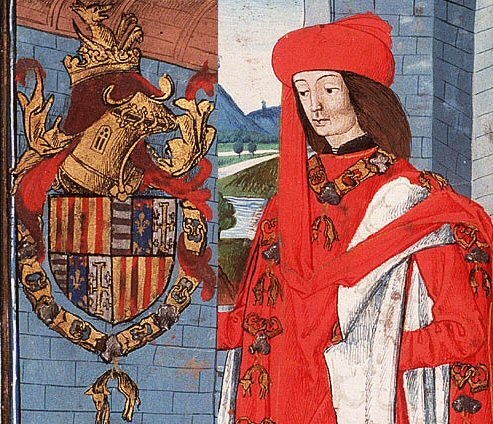
Retrat de Ferrante

El 1458 a la mort d'Alfons V d'Aragó fou nomenat rei de Nàpols, mentre el seu oncle Joan II d'Aragó heretà la Corona d'Aragó. El papa Calixt III va declarar la línia dinàstica aragonesa extinta i el regne un domini de l'església. El següent Papa, però, Pius II, el va coronar rei el mateix any 1458, de manera que va passar per davant de Joan II de Lorena, pretendent al tron.
Aquest, beneficiant-se del descontentament dels barons napolitans, i decidit a intentar recuperar el tron dels seus avantpassats que havia estat perdut pel seu pare, va envair Nàpols. Ferran I va ser derrotat pels angevins i els rebels a Sarno el juliol de 1460, però amb l'ajuda d'Alexandre Sforza i del cap albanès, Skanderbeg, va triomfar sobre els seus enemics, i el 1464 ja havia restablert la seva autoritat al regne.
El 1478 es va aliar amb el Papa Sixt IV contra Llorenç de Mèdici per la Conspiració dels Pazzi, i va enviar Giulio Antonio Acquaviva a Florència, però Llorenç va viatjar fins a Nàpols per tal de negociar una pau honorable amb Ferran I. Ferran I va fer aliances particularment amb els ducs Sforza de Milà i els ducs Estes de Ferrara-Mòdena.
El 1480, les forces de l'Imperi Otomà, sota les ordres de Mehmed II, ocuparen Òtranto (Itàlia) i massacraren la majoria dels seus habitants, però l'any següent va ser recuperada per l'infant Alfons, duc de Calàbria, i fill de Ferran I.

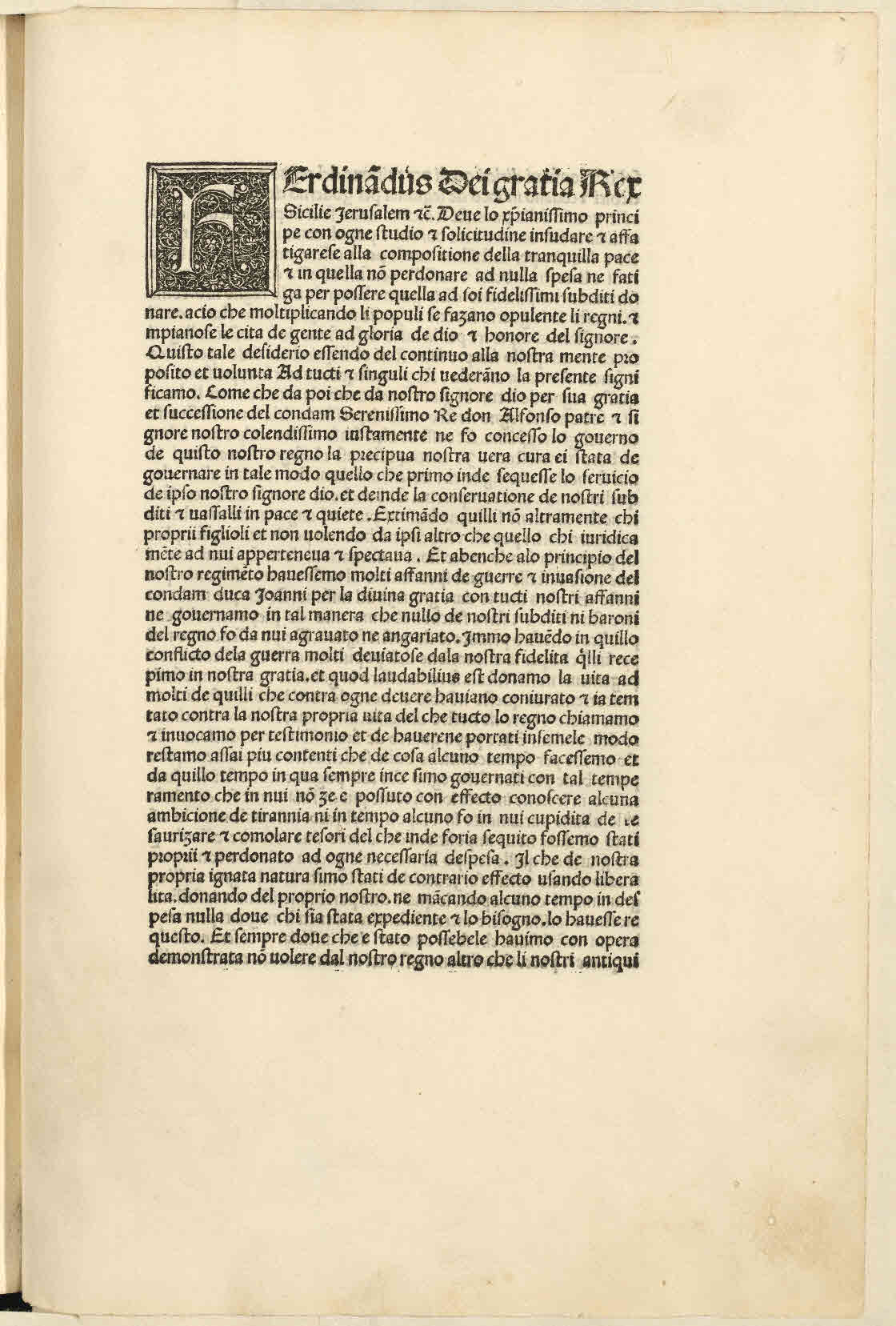
Esortazione di insorgere contro i baroni ribelli, 1486

El seu govern opressiu va conduir el 1485 a una temptativa de rebel·lió per part dels nobles. Així, Francesca Coppola i Antonello Sanseverino van donar suport al Papa Innocenci VIII contra ell; molts dels nobles revoltats, tot i la promesa d'amnistia general, foren assassinats.
Animat per Ludovico Sforza de Milà, el 1493 Carles VIII de França es preparà per a envair Itàlia per a la conquesta de Nàpols i començaven així les Guerres d'Itàlia. Amb un instint gairebé profètic ell va advertir els prínceps italians de les calamitats que comportaria aquesta invasió, però les seves negociacions amb el Papa Alexandre VI i Ludovico Sforza van fallar.

## Núpcies i descendents

Escut d'armes de Ferran I de Nàpols

Ferran I es casà dues vegades, la primera el 1444 amb Isabel de Chiaramonte, amb qui va tenir sis fills:
- El príncep Alfons II de Nàpols (1448-1495), rei de Nàpols.
- La princesa Elionor de Nàpols (1450-1493), casada amb Hèrcules I d'Este.
- El príncep Frederic III de Nàpols (1452-1504), rei de Nàpols
- El príncep Joan de Nàpols (1456-1485), arquebisbe de Tàrent i cardenal.
- La princesa Beatriu d'Aragó (1457-1508), casada amb Maties I d'Hongria i amb Ladislau II d'Hongria.
- El príncep Francesc de Nàpols (1461-1486), duc de Sant Angelo.

Es casà en segones núpcies el 14 de setembre de 1476 amb Joana d'Aragó. D'aquesta unió tingueren:
- la princesa Joana de Nàpols (1478-1518), casada el 1496 amb el seu nebot Ferran II de Nàpols
- el príncep Carles de Nàpols (1480-1486)

Així mateix va tenir un gran nombre de fills il·legítims tinguts de les seves amistançades. De la seva amistançada Diana Guardato va tenir, entre altres:
- Ferran d'Aragó i Guardato, duc de Montalto
- Maria d'Aragó, casada amb Antonio Todeschini Piccolomini, Duc d'Amalfi, nebot del Papa Pius II i germà del Papa Pius III.
- Joana d'Aragó, casada amb Leonardo della Rovere, Duc d'Arce i Sora, nebot del Papa Sixt IV i germà del Papa Juli II.

Va morir el 25 de gener de 1494, i fou succeït pel seu fill Alfons, duc de Calàbria, tot i que ràpidament fou deposat com a rei de Nàpols per les tropes franceses.